# Phytocoris eurekae
Phytocoris eurekae är en insektsart som beskrevs av Bliven 1966. Phytocoris eurekae ingår i släktet Phytocoris och familjen ängsskinnbaggar. Inga underarter finns listade i Catalogue of Life.